# Austrocordulia territoria
Austrocordulia territoria är en trollsländeart som beskrevs av Günther Theischinger och Watso 1978. Austrocordulia territoria ingår i släktet Austrocordulia och familjen skimmertrollsländor. Inga underarter finns listade i Catalogue of Life.